# Le Loyon
Le Loyon, también conocido como el Fantasma de Maules, es una leyenda urbana sobre una supuesta figura humanoide que se decía que vagaba por el bosque cerca del pueblo de Maules (Sâles), Suiza. Le Loyon fue descrito como una criatura humanoide alta vestida con un mono militar o de camuflaje, una capa y una máscara de gas que le cubría toda la cabeza. Le Loyon, también conocido como el Fantasma de Maules, es una leyenda urbana sobre una supuesta figura humanoide que se decía que vagaba por el bosque cerca del pueblo de Maules (Sâles), Suiza.
Le Loyon fue descrito como una criatura humanoide alta vestida con un overol militar o de camuflaje, una capa y una máscara de gas que le cubría toda la cabeza.

## Apariencia

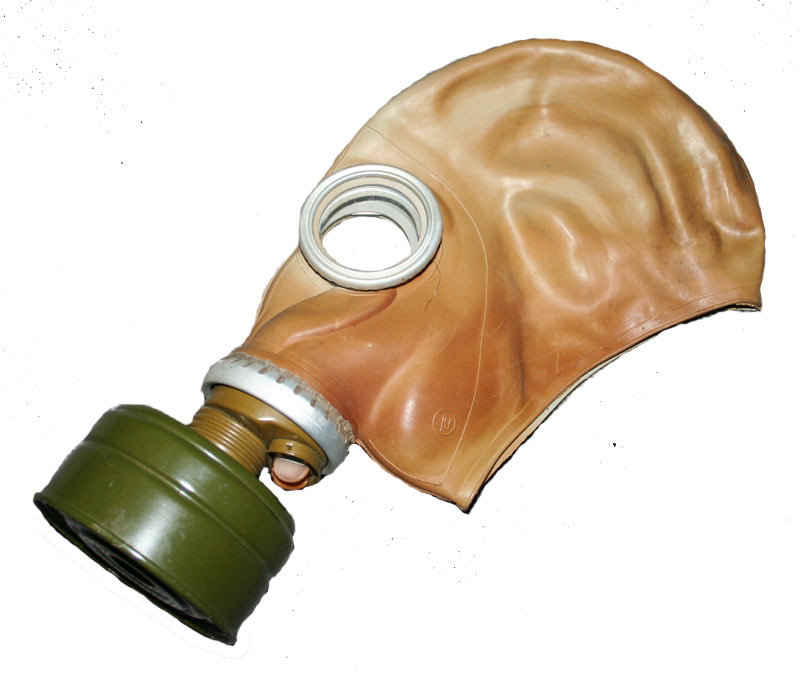
Una Máscara antigás GP-5 similar a la que se describió que usaba Le Loyon.

Supuestos testigos presenciales describieron a Le Loyon como una figura humanoide alta que mide alrededor de 190 centímetros (6'3 ") de altura. Viste un overol oscuro (negro o gris oscuro) y se cubre con una capa de camuflaje verdoso. En particular, lleva una vieja máscara de gas que cubre toda su cabeza.

## Avistamientos
Los primeros avistamientos de Le Loyon se remontan a finales de los años 1990 o principios de los años 2000. En uno de los avistamientos reportados, una mujer local afirmó haber visto a Le Loyon recogiendo flores en el sendero y se sorprendió al ser vista por ella.
Existen varias teorías sobre la identidad de Le Loyon, por ejemplo: algunos afirman que podría ser una mujer con una enfermedad mental, un hombre gigantesco, alguien que sufre una enfermedad de la piel o un superviviente.
En septiembre de 2013, un periódico suizo en francés, Le Matin, publicó la primera fotografía conocida de Le Loyon, tomada por un fotógrafo aficionado anónimo.
Después de que la foto comenzó a circular en línea, Le Matin informó que la capa y la máscara de gas de Le Loyon supuestamente se encontró en el bosque de Maules, junto con una nota escrita por Le Loyon, titulada "Certificado de defunción y testamento del fantasma de Maules".
La nota afirmaba que Le Loyon sabía de la fotografía viral y estaba disgustado con la atención no deseada que trajo al bosque. Desde entonces, no ha habido más avistamientos reportados de Le Loyon en el Bosque de Maules. Una de las teorías afirma que la figura era un local excéntrico que tenía miedo de ser relacionado con Le Loyon y abandonó sus paseos disfrazados como resultado. Sin embargo, la forma en que estaba redactada la nota llevó a algunos a creer que Le Loyon se había suicidado.